# Марквартштајн
Марквартштајн (њем. Marquartstein) општина је у њемачкој савезној држави Баварска. Једно је од 35 општинских средишта округа Траунштајн. Према процјени из 2010. у општини је живјело 3.136 становника. Посједује регионалну шифру (AGS) 9189129.

## Географски и демографски подаци
Марквартштајн се налази у савезној држави Баварска у округу Траунштајн. Општина се налази на надморској висини од 545 метара. Површина општине износи 13,4 km². У самом мјесту је, према процјени из 2010. године, живјело 3.136 становника. Просјечна густина становништва износи 234 становника/km².

## Међународна сарадња
| Мјесто  | Држава  | Врста сарадње | Од    |
| ------- | ------- | ------------- | ----- |
| Бриксен | Италија | партнерство   | 1979. |
| Извор   |         |               |       |